# Прах до праху
«Прах до праху» — британський науково-фантастичний, детективний телесеріал, сиквел та спін-офф серіалу Життя на Марсі.
Перша серія вийшла на каналі BBC One у лютому 2008 року. Другий сезон розпочався у квітні 2009, а фінальний третій сезон виходив з 2 квітня до 21 травня 2010.

## Сюжет
Серіал оповідає історію Алекс Дрейк (Кілі Хоуз), лондонської полісменки, яка була підстрелена під час виконання операції у 2008 році чоловіком на ім'я Артур Лейтон та прийшла до тями у 1981 році.
У першому епізоді розповідається, що Дрейк досліджувала події, які відбулися два роки тому у серіалі «Життя на Марсі», вивчаючи звіти Сема Тайлера. Отямившись у минулому, вона зустрічає людей, яких описував Сем — Джина Ханта (Філіп Ґленістер), Рея Карлінга (Дін Ендрюс) та Кріса Скелтона (Маршал Ланкастер). З часу, що минув, відколи їх знав Сем Тайлер, вони переїхали з Манчестера до Лондона.
У стосунках Дрейк і Ханта виникає напруженість, оскільки вона не задоволена його поясненнями, чому відсутній Сем Тайлер. Крім того, Хант використовує брудні методи у роботі, у той час як Дрейк надає перевагу етичним сучасним методам. Продовжуючи тему «Життя на Марсі», протягом усього серіалу зберігається таємниця, що насправді трапилося із Алекс Дрейк: чи вона жива, чи мертва, і чи може впливати на події, що у майбутньому уже відбулися.

### Кінцівка
Останній епізод відповідає на всі питання світу серіалів Життя на Марсі/Прах до праху. Цей світ — щось на зразок лімбу або чистилище, для неупокоєних полісменів. Усі головні персонажі серіалів, включаючи Джина, Рея, Кріса і Шаз (Монсерат Ломбард) загинули за жорстоких обставин. Напевне, є і інші.
Факт того, що вони мертві, захоплює усіх зненацька, окрім Джина. Він знав це, проте забув обставини власної смерті із плином часу. Усі, за винятком Джина, «ідуть далі». Він залишається і бере на себе обов'язки Психопомпа або «Харона» для всіх загиблих офіцерів, допомагаючи їм по дорозі до бару The Railway Arms (місцевий евфемізм на означення раю).
Джин повертається до офісу, куди також прибуваю новопомерлий офіцер, тримаючи в руці iPhone (натяк на те, що він із теперішнього часу) та питає, куди зник його офіс у манері, схожій на ту, із якою прибув Сем Тайлер (Джон Сімм) у першому епізоді «Життя на Марсі». Останні слова Джина («Слівце на вушко, приятелю?») — ті самі слова, що він першими сказав Сему Тайлеру при їхній першій зустрічі.

## Виробництво
Перший сезон «Праху до праху» виходив по п'ятницях о 21:00 на BBC One. Епізоди режисували Джонні Кемпбел, Біллі Елтрінгем та Кетрін Моршед. Другий сезон почав виходити 20 квітня 2009 року у той же часовий слот. Дія другого сезону відбувається через шість місяців після дії першого, у 1982 році (під час Фолклендської війни).
Прем'єра останнього, третього, сезон серіалу відбулася 2 квітня 2010. В інтерв'ю журналу SFX співавтор та виконавчий продюсер Метью Ґрехем заявив, що планував зробити 3D-episode. Дія серіалу знову перенеслася на рік уперед, у 1983.
Філіп Ґленістер 8 червня 2009 року на передачі BBC Breakfast анонсував, що третій сезон стане останнім. Продюсери заявили, що в кульмінаційний момент буде пояснено, ким насправді є Джин Хант. Третій сезон завершився 21 травня 2010 року.

## В інших країнах
Серіал вперше було показно в США 7 березня 2009 року одночасно по кабельному та супутниковому телебаченню. Другий сезон почали демонструвати на BBC America 11 травня о 22:00 ET.
В Австралії перший сезон Праху до праху почав виходити 10 серпня 2009 на ABC1, другий сезон було показано одразу ж після першого. Третій сезон вийшов 13 січня 2011.
У Данії, перший сезон було вперше показано на каналі DR2. Він виходив з 25 листопада 2011 по вихідних о 19:05. У 2012 році його показали знову.
У Португалії серіал показав канал Fox Life, у той час як в Латинській Америці він виходив на HBO Plus. В Італії «Прах до праху» показали на каналі Rai 4.

## В ролях
- Кілі Говс — Алекс Дрейк
- Грейс Ванс — Моллі Дрейк
- Філіп Ґленістер — Джин Хант
- Дін Ендрюс — Рей Карлінг
- Маршал Ланкастер — Кріс Скелтон
- Монсеррат Ломбард — Шаз Грейнджер
- Деніел Мейс — Джим Кітс
- Едріан Дунбар — Мартін Саммерс
- Джозеф Лонґ — Луїджі
- Джеф Френсіс — Вів Джеймс
- Шон Еванс — Кевін Гейлз

## Епізоди
Перший сезон, дія якого відбувається у 1981 році, складається із 8 епізодів, написаних в основному Ешлі Фароа та Метью Ґрехемом. Іншими авторами були Джулі Руттерфорд та Марк Грейг, які також працювали над другим сезоном Життя на Марсі. Один епізод було написано фрілансером Міком Фордом. Протягом сезону Алекс намагається з'ясувати, що трапилося із її батьками, чиї життя якось пов'язані із поліцейськими справами 1981 року. На Алекс полює таємнича фігура, яка виглядає, як клоун із кліпу на пісню Девіда Бові «Ashes to Ashes», який замінив у серіалі дівчинку з телевізора, яка переслідувала Сема Тайлера у «Житті на Марсі». Його сутність пояснюється в останньому епізоді першого сезону.
Другий сезон складається із восьми епізодів, його дія відбувається у 1982 році на фоні Фолклендської війни. З розвитком сюжету з'ясовується, що коматозне тіло Алекс знходиться у 2008 році. Вона починає отримувати дзвінки від чоловіка на ім'я Мартін Саммерс, який також є пацієнтом лікарні, до якої перемістили Алекс. Зрештою стає зрозуміло, що Саммерс намагається збільшити напруження між Дрейк та Хантом, провокуючи їх на вбивство.
В останньому, третьому сезоні, дія якого відбувається у 1983 році, Джин Хант, Алекс Дрейк та інші персонажі отримують поповнення в особі таємничого офіцера Джима Кітса. Його особа, як і всі таємниці сюжету, розкриваються в останньому епізоді.

## Саундтрек
Саундтрек до серіалу включає пісні різних британських груп початку 1980-х, таких як The Clash, The Stranglers, Duran Duran, Jon & Vangelis, OMD та інших. В останньому епізоді звучить пісня Девіда Бові «Heroes».
CD з саундтреком до першого сезону було випущено 17 березня 2008 року, другого сезону — 20 квітня 2009, третього сезону — 12 квітня 2010.

### Список треків
| Прах до праху (сезон 1): Офіційний саундтрек | Прах до праху (сезон 1): Офіційний саундтрек | Прах до праху (сезон 1): Офіційний саундтрек | Прах до праху (сезон 1): Офіційний саундтрек |
| #                                            | Назва                                        | Contributing artist                          | Тривалість                                   |
| -------------------------------------------- | -------------------------------------------- | -------------------------------------------- | -------------------------------------------- |
| 1.                                           | «Introduction: Monologue – Alex Drake»       |                                              | 0:17                                         |
| 2.                                           | «Ashes to Ashes»                             | David Bowie                                  | 4:22                                         |
| 3.                                           | «Fade to Grey»                               | Visage                                       | 3:48                                         |
| 4.                                           | «Love Action (I Believe in Love)»            | The Human League                             | 3:50                                         |
| 5.                                           | «Girls on Film»                              | Duran Duran                                  | 3:28                                         |
| 6.                                           | «Geno»                                       | Dexys Midnight Runners                       | 3:27                                         |
| 7.                                           | «Souvenir»                                   | Orchestral Manoeuvres in the Dark            | 3:31                                         |
| 8.                                           | «No More Heroes»                             | The Stranglers                               | 3:27                                         |
| 9.                                           | «I Fought the Law»                           | The Clash                                    | 2:40                                         |
| 10.                                          | «Penthouse and Pavement»                     | Heaven 17                                    | 4:19                                         |
| 11.                                          | «Interlude: Dialogue – You're Nicked»        |                                              | 0:17                                         |
| 12.                                          | «Джин Джені» (Тема Джина Ханта)              | Едмунд Батт                                  | 1:20                                         |
| 13.                                          | «I'm in Love with a German Film Star»        | The Passions                                 | 3:58                                         |
| 14.                                          | «Happy Birthday»                             | Altered Images                               | 2:59                                         |
| 15.                                          | «It's Different for Girls»                   | Джо Джексон                                  | 3:44                                         |
| 16.                                          | «Money»                                      | The Flying Lizards                           | 2:31                                         |
| 17.                                          | «Doors of Your Heart»                        | The Beat                                     | 3:47                                         |
| 18.                                          | «Staring at the Rude Boys»                   | The Ruts                                     | 3:14                                         |
| 19.                                          | «Reward»                                     | The Teardrop Explodes                        | 2:43                                         |
| 20.                                          | «Swords of a Thousand Men»                   | Tenpole Tudor                                | 2:55                                         |
| 21.                                          | «Let's Stick Together»                       | Браян Феррі                                  | 2:59                                         |
| 22.                                          | «Vienna»                                     | Ultravox                                     | 4:37                                         |
| 23.                                          | «Титульна тема 'Ashes to Ashes'»             | Едмунд Батт                                  | 0:54                                         |
| 24.                                          | «Epilogue: Dialogue – Fandabydozy»           |                                              | 0:08                                         |
| 1:03:55                                      |                                              |                                              |                                              |

| Прах до праху (сезон 2): Офіційний саундтрек | Прах до праху (сезон 2): Офіційний саундтрек | Прах до праху (сезон 2): Офіційний саундтрек | Прах до праху (сезон 2): Офіційний саундтрек |
| #                                            | Назва                                        | Contributing artist                          | Тривалість                                   |
| -------------------------------------------- | -------------------------------------------- | -------------------------------------------- | -------------------------------------------- |
| 1.                                           | «Under Pressure»                             | Queen & Девід Бові                           | 4:04                                         |
| 2.                                           | «Dialogue 'Alex Drake'»                      |                                              | 0:14                                         |
| 3.                                           | «Титульна тема»                              | Едмунд Батт                                  | 0:53                                         |
| 4.                                           | «Planet Earth»                               | Duran Duran                                  | 3:55                                         |
| 5.                                           | «In the Air Tonight»                         | Phil Collins                                 | 5:28                                         |
| 6.                                           | «Rat Race»                                   | The Specials                                 | 3:08                                         |
| 7.                                           | «Dialogue 'Vindaloo'»                        |                                              | 0:16                                         |
| 8.                                           | «Mirror Man»                                 | The Human League                             | 3:47                                         |
| 9.                                           | «The Look of Love»                           | ABC                                          | 3:28                                         |
| 10.                                          | «Going Back to My Roots»                     | Odyssey                                      | 5:24                                         |
| 11.                                          | «Dialogue 'The Strangest Day'»               |                                              | 0:47                                         |
| 12.                                          | «Тема Алекс»                                 | Едмунд Батт                                  | 1:50                                         |
| 13.                                          | «Funeral Pyre»                               | The Jam                                      | 3:28                                         |
| 14.                                          | «Temptation»                                 | New Order                                    | 5:22                                         |
| 15.                                          | «The Lunatics (Have Taken Over the Asylum)»  | Fun Boy Three                                | 3:13                                         |
| 16.                                          | «The Back of Love»                           | Echo & the Bunnymen                          | 3:13                                         |
| 17.                                          | «Wishing (If I Had a Photograph of You)»     | A Flock of Seagulls                          | 4:09                                         |
| 18.                                          | «Love Plus One»                              | Haircut One Hundred                          | 3:32                                         |
| 19.                                          | «Dialogue 'Felicity Kendal'»                 |                                              | 0:28                                         |
| 20.                                          | «Stand and Deliver»                          | Adam & the Ants                              | 3:06                                         |
| 21.                                          | «Lies»                                       | Thompson Twins                               | 3:10                                         |
| 22.                                          | «Streets of London»                          | Anti Nowhere League                          | 3:16                                         |
| 23.                                          | «I Second That Emotion»                      | Japan                                        | 3:44                                         |
| 24.                                          | «Everybody's Got to Learn Sometime»          | The Korgis                                   | 4:05                                         |
| 25.                                          | «Atomic»                                     | Blondie                                      | 3:47                                         |
| 26.                                          | «Epilogue 'Tea & Sympathy'»                  |                                              | 0:24                                         |
| 27.                                          | «Тема Ханта»                                 | Едмунд Батт                                  | 1:04                                         |
| 1:15:15                                      |                                              |                                              |                                              |

| Прах до праху (сезон 3): Офіційний саундтрек | Прах до праху (сезон 3): Офіційний саундтрек | Прах до праху (сезон 3): Офіційний саундтрек | Прах до праху (сезон 3): Офіційний саундтрек |
| #                                            | Назва                                        | Contributing artist                          | Тривалість                                   |
| -------------------------------------------- | -------------------------------------------- | -------------------------------------------- | -------------------------------------------- |
| 1.                                           | «Dialogue: Alex Drake»                       |                                              | 0:15                                         |
| 2.                                           | «Титульна тема»                              | Едмунд Батт                                  | 0:52                                         |
| 3.                                           | «Let's Dance»                                | David Bowie                                  | 4:05                                         |
| 4.                                           | «Mad World»                                  | Tears for Fears                              | 3:32                                         |
| 5.                                           | «True»                                       | Spandau Ballet                               | 5:33                                         |
| 6.                                           | «Only You»                                   | Yazoo                                        | 3:08                                         |
| 7.                                           | «Dialogue: Wake Up»                          |                                              | 0:34                                         |
| 8.                                           | «Gene Undercover»                            | Edmund Butt                                  | 1:14                                         |
| 9.                                           | «Town Called Malice»                         | The Jam                                      | 2:51                                         |
| 10.                                          | «Golden Brown»                               | The Stranglers                               | 3:28                                         |
| 11.                                          | «Uptown Girl»                                | Біллі Джоел                                  | 3:13                                         |
| 12.                                          | «Dialogue: All in My Head»                   |                                              | 0:24                                         |
| 13.                                          | «Пустіть мене додому»                        | Едмунд Батт                                  | 1:56                                         |
| 14.                                          | «Promised You a Miracle»                     | Simple Minds                                 | 3:56                                         |
| 15.                                          | «Electric Avenue»                            | Едді Грант                                   | 3:45                                         |
| 16.                                          | «Girls Just Wanna Have Fun»                  | Синді Лопер                                  | 3:47                                         |
| 17.                                          | «Video Killed the Radio Star»                | The Buggles                                  | 4:11                                         |
| 18.                                          | «Couldn't Love You More»                     | Джон Мартін                                  | 3:03                                         |
| 19.                                          | «Цілунок»                                    | Едмунд Батт                                  | 1:28                                         |
| 20.                                          | «Dialogue: I'm in a Mess»                    |                                              | 0:40                                         |
| 21.                                          | «The Love Cats»                              | The Cure                                     | 3:38                                         |
| 22.                                          | «The Cutter»                                 | Echo & the Bunnymen                          | 3:51                                         |
| 23.                                          | «Shipbuilding»                               | Роберт Вайт                                  | 3:01                                         |
| 24.                                          | «War Baby»                                   | Том Робінсон                                 | 4:09                                         |
| 25.                                          | «Rockit»                                     | Herbie Hancock                               | 3:39                                         |
| 26.                                          | «Two Tribes»                                 | Frankie Goes to Hollywood                    | 3:24                                         |
| 1:13:37                                      |                                              |                                              |                                              |

## Опис 1980-х років
Як і у випадку із Життям на Марсі, у серіалі є анахронізми. Щонайменше про одну із них виробники знали напевно: Audi Quattro не була доступна у Британії із правим кермом у 1981 році, а тільки із лівим. Модель, показана у серіалі, виготовлялася у 1983 році. Філіп Ґленістер казав, що виробнича команда боялася цього, але зрештою заявив: «Але кому до того є діло? Це кльова тачка.»
Крім того, у серіалі було використано декілька пісень, які на момент дії іще не були написані.

## Сприйняття
Перший епізод серіалу подивилися понад 7 мільйонів глядачів. Приблизно такий же показник був у останньої серії Життя на Марсі. Оглядачі The Guardian запевнили, що такий високий рейтинг, у першу чергу, пов'язаний саме із очікуваннями аудиторії «Життя на Марсі».
Рецензії на перший епізод серіалу були змішаними: позитивні від The Daily Telegraph, The Herald, The Spectator, і New Statesman та негативні від The Times, The Sunday Times, Newsnight Review, The Guardian та The Observer, які розкритикували режисуру, структуру та загальну атмосферу епізоду.
Після фіналу першого сезону The Daily Mirror заявив, що для повноти картини бракувало одного чи двох епізодів, але кінцівка вийшла хорошою, і серіал заслуговує на другий сезон.
Перший епізод другого сезону переглянуло 7,01 мільйони глядачів. У цілому ж сезон справив позитивне враження. Його було номіновано на премію Crime Thriller Awards як Найкращий серіал. Кілі Хоуз та Філіп Ґленістер отримали номінації як Найкраща акторка та Найкращий актор відповідно.
Фінал «Праху до праху», який відбувся у 2010 році, Дін Ендрюс описав як «геніальний». він пояснив: «Усе стає на свої місця. Ви отримаєте відповіді на усі питання із „Життя на Марсі“ та „Праху до праху“». Останній епізод переглянуло 6,45 мільйона глядачів.

## Культурний вплив
У 2010 році Лейбористська партія використала підправлене зображення Джина Ханта на Quattro з обличчям Девіда Кемерона під час парламентських виборів 2010. На плакаті був текст: «Не дайте йому повернути Британію у 80-і» — порівнюючи його із Маргарет Тетчер, яка наприкінці каденції довела країну до зменшення зарплат та зростання безробіття.
У відповідь на це консерватори скопіювали зображення, але змінили гасло: «Заведіть Quattro. Час для змін. Голосуйте за Зміни. Голосуйте Консервативно». Згодом Kudos Productions, яка володіє правами на персонажа Джина Ханта висунула вимогу до обох партій припинити використовувати ці зображення.